# Studio Fantasia
Studio Fantasia (яп. 有限会社スタジオ・ファンタジア Югэн-гайся Сутадзио Фантадзиа) — японская анимационная студия, основанная 12 октября 1983 года бывшим сотрудником Tsuchida Production Томохисой Иидзукой. 16 ноября 2016 года была упразднена по причине банкротства.

## Работы

### OVA
- Gunbuster (1988—1989, совместно с Gainax)
- Project A-Ko 3: Cinderella Rhapsody (1988)
- Project A-Ko: Kanketsu-hen (1989)
- Demon Hunter Makaryuudo (1989)
- Project A-Ko: Vs (1990)
- Mouryou Senki Madara (1991)
- Exper Zenon (1991)
- Compiler (1994, совместно с Animate)
- Compiler 2 (1995)
- AIKa (1997)
- Lingeries (2003)
- Sentou Yousei Shoujo Tasukete! Mave-chan (2005)
- Kirameki Project (2005)
- Saishuu Heiki Kanojo: Another Love Song (2005)
- Stratos 4 Advance (2005)
- Stratos 4 Advance Kanketsuhen (2006)
- AIKa R-16 (2007)
- AIKa ZERO (2009)
- Inyouchuu Etsu: Kairaku Henka Taimaroku (2011)
- Nozoki Ana (2013)

### Аниме-сериалы
- Najica Dengeki Sakusen (2001)
- Stratos 4 (2003)
- Kimi ga Nozomu Eien (2003)
- Soukou no Strain (2006)
- Glass Maiden (2008)